# Комічний коханець, або Любовні витівки сера Джона Фальстафа
«Комічний коханець, або Любовні витівки сера Джона Фальстафа» (рос. «Комический любовник, или Любовные затеи сэра Джона Фальстафа») — російський радянський художній фільм 1983 року режисера Валерія Рубінчика.

## Зміст
Привабливий старий шахрай, хвалько, гульвіса і бабій, друг і товариш по чарці знаменитого принца Уельського — сер Джон Фальстаф — намагається наставити роги відразу і герцогові, і віконту за допомогою гарненької звідниці, яка і сама не проти.